# آنا باس
آنا باس (بالفرنسية: Anna Bass)‏ هي نحّاتة فرنسية، ولدت في 24 ديسمبر 1876 في ستراسبورغ في فرنسا، وتوفيت في 27 أغسطس 1961 في باريس في فرنسا.